# Air Algérie
Air Algérie (arabisch الخطوط الجوية الجزائرية, DMG al-ḫuṭūṭ al-ǧawwiyya al-ǧazāʾiriyya) ist eine algerische Fluggesellschaft mit Sitz in Algier und Basis auf dem Flughafen Algier.

## Geschichte

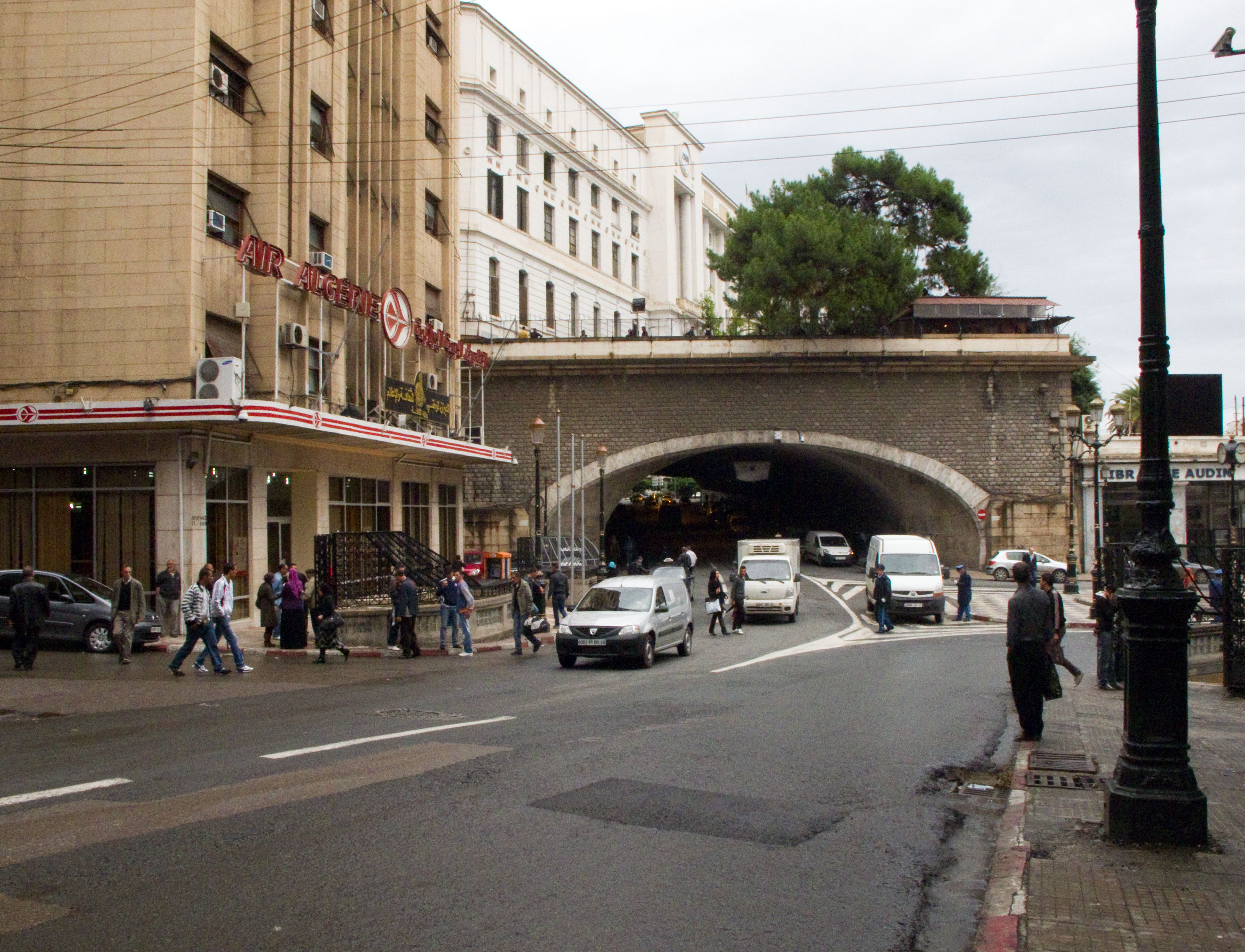
Der Sitz von Air Algérie in Algier

Air Algérie wurde 1947 als Société Algérienne de Construction Aéronautique – Air Algérie gegründet. Die Gesellschaft hält heute 49 % an der Tassili Airlines. Für das Jahr 2011 wurden umfangreiche Modernisierungsarbeiten an der Flotte, darunter neue Kabinen, im Gesamtvolumen von 400 Millionen Euro angekündigt.
Im September 2021 verschärfte die nationale Gesellschaft nach der Festnahme eines Flugbegleiters, der Drogen zwischen Algerien und Frankreich geschmuggelt hatte, ihre Regeln.

## Flugziele
Neben zahlreichen nationalen und nordafrikanischen Verbindungen bedient Air Algérie eine Reihe von internationalen Zielen in Europa, Asien und Nordamerika. Im deutschsprachigen Raum werden Frankfurt, Genf und Wien bedient.
Codesharing
Air Algérie unterhält Codeshare-Abkommen unter anderem mit Air Canada, Air China, Korean Air und Turkish Airlines.

## Flotte

### Aktuelle Flotte

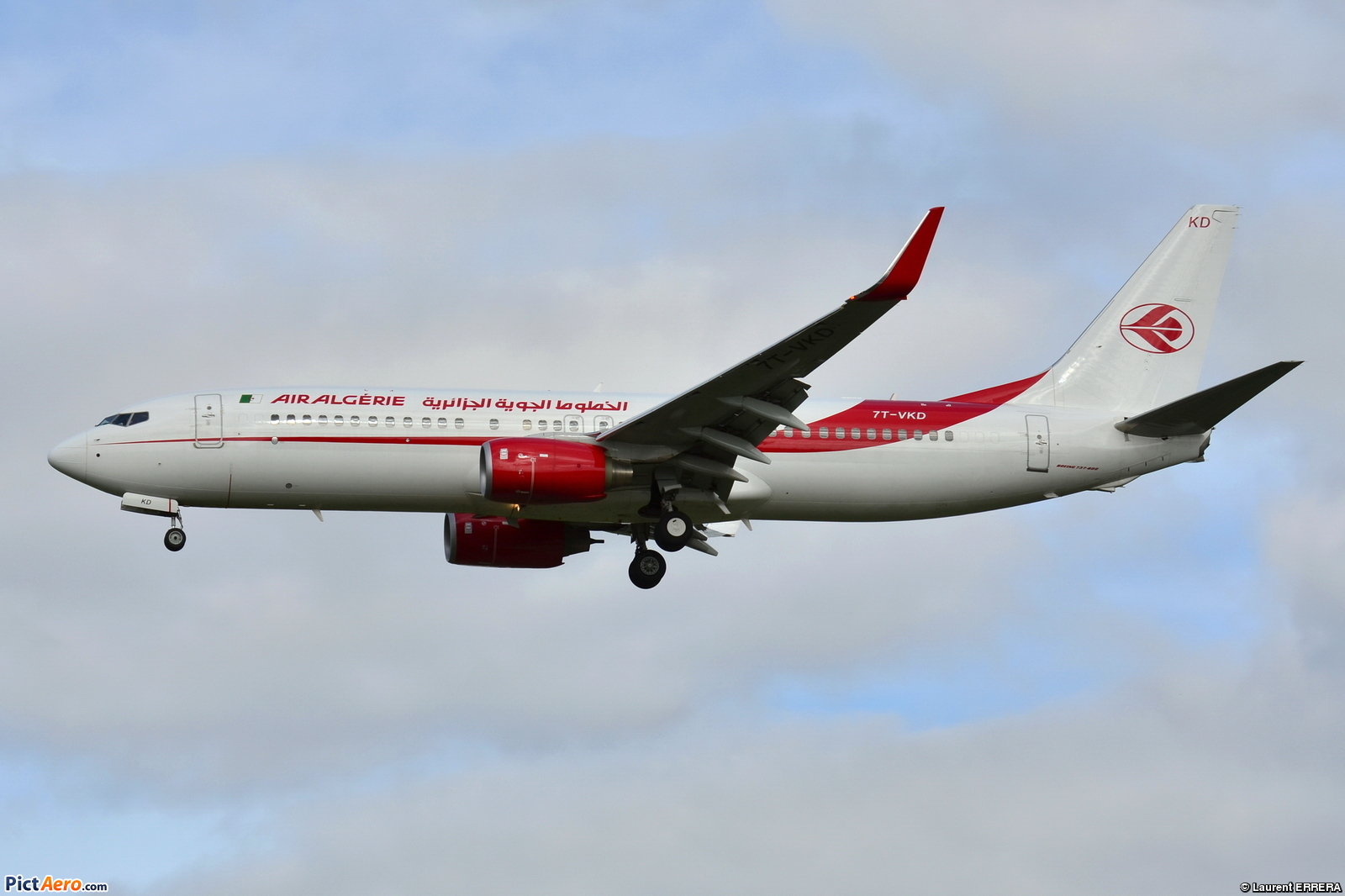
Boeing 737-800 der Air Algérie

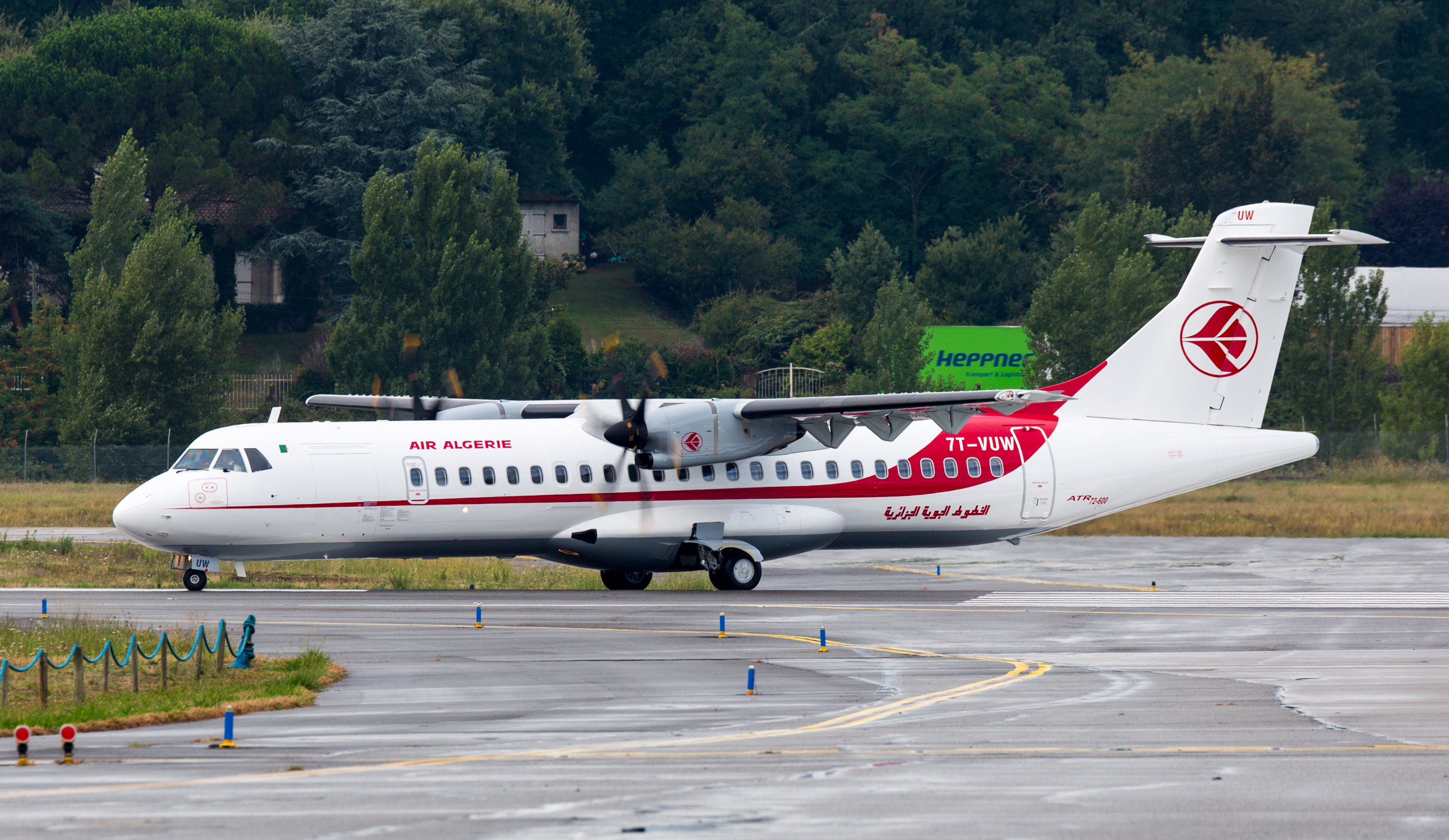
ATR 72-600 der Air Algérie

Mit Stand Dezember 2024 besteht die Flotte der Air Algérie aus 55 Flugzeugen mit einem Durchschnittsalter von 16,8 Jahren:
| Flugzeugtyp        | aktiv | bestellt | Anmerkungen                                  | Sitzplätze (First/Business/Eco+/Eco)               | Durchschnittsalter |
| ------------------ | ----- | -------- | -------------------------------------------- | -------------------------------------------------- | ------------------ |
| Airbus A330-200    | 08    |          | zwei inaktiv                                 | 251 (-/18/14/219) 263 (12/40/-/211)                | 16,0 Jahre         |
| Airbus A330-900neo |       | 3        |                                              | – offen –                                          |                    |
| ATR 72-500         | 12    |          |                                              | 66 (-/-/-/66)                                      | 18,4 Jahre         |
| ATR 72-600         | 03    |          |                                              | 68 (-/-/-/68)                                      | 18,4 Jahre         |
| Boeing 737-600     | 05    |          |                                              | 101 (-/16/-/85)                                    | 22,6 Jahre         |
| Boeing 737-700C    | 02    |          | beide mit Winglets ausgestattet              | 112 (-/8/-/104)                                    | 8,4 Jahre          |
| Boeing 737-800     | 24    |          | drei inaktiv; alle mit Winglets ausgestattet | 144 (-/24/-/120) 148 (-/16/-/132) 162 (-/24/-/138) | 15,6 Jahre         |
| Boeing 737-800BCF  | 01    |          | Frachtflugzeug                               | Cargo                                              | 15,6 Jahre         |
| Boeing 737 MAX 9   |       | 08       | Auslieferung ab 2027                         | – offen –                                          |                    |
| Gesamt             | 55    | 11       |                                              |                                                    | 16,8 Jahre         |

### Ehemalige Flugzeugtypen

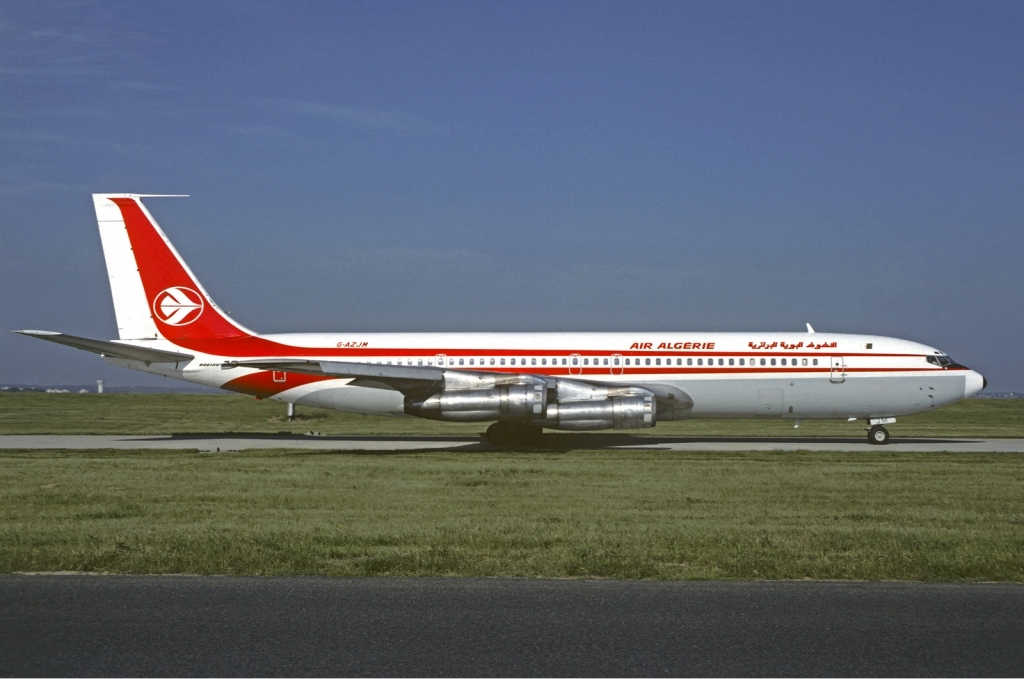
Air Algérie Boeing 707

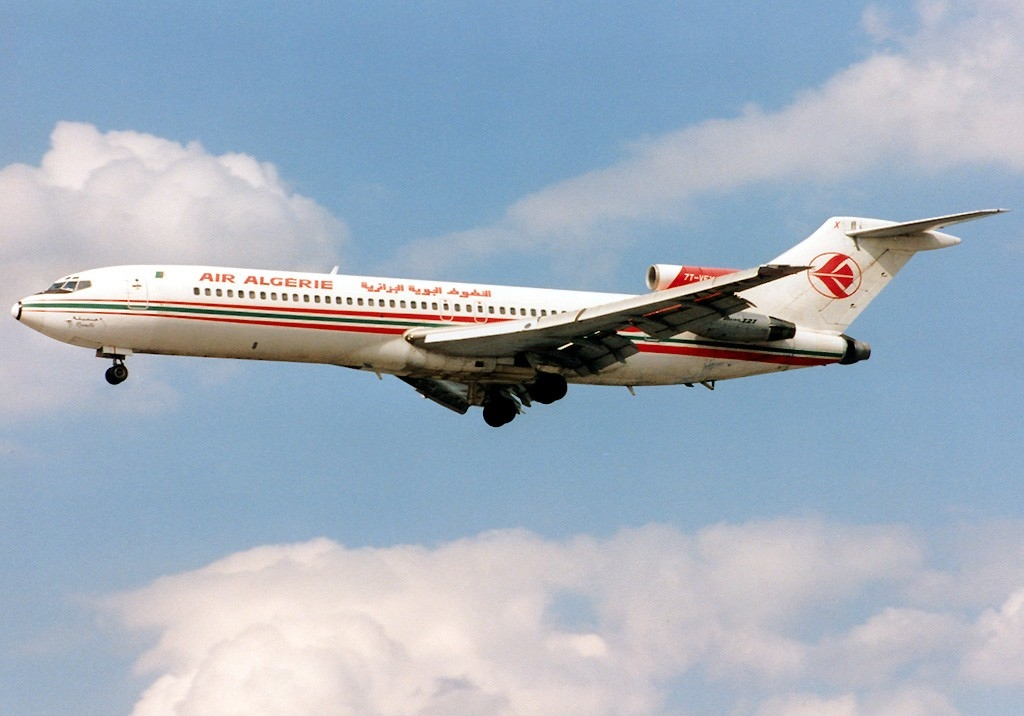
Air Algérie Boeing 727-2D6

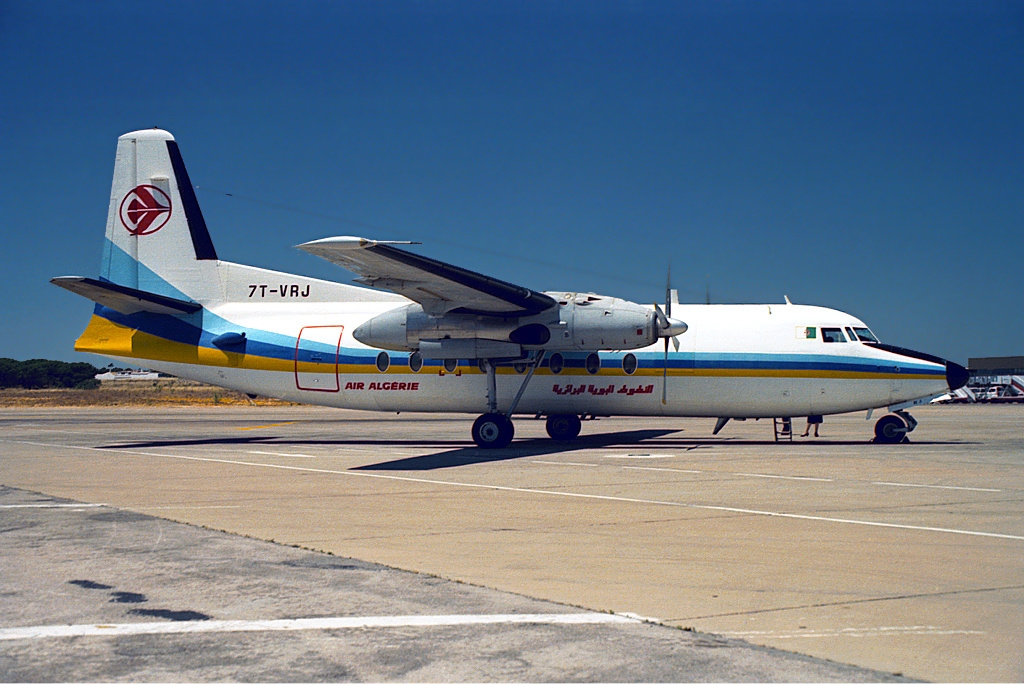
Air Algérie Fokker F-27-400M Friendship

Zuvor betrieb Air Algérie auch folgende Flugzeugtypen:
- Airbus A300B4
- Airbus A310-200
- Airbus A310-300
- Airbus A320-200
- Airbus A330-300
- Airbus A340-300
- Beechcraft 1900D
- Boeing 707
- Boeing 727-100
- Boeing 727-200
- Boeing 737-200
- Boeing 737-400
- Boeing 747-100
- Boeing 747-200
- Boeing 747-300
- Boeing 767-200
- Boeing 767-300
- Boeing 777-200
- Cessna 208 Caravan
- Convair CV-640
- Douglas DC-3
- Douglas DC-4
- Douglas DC-6
- Douglas DC-8-40
- Douglas DC-8-50
- Douglas DC-8-60/70
- Fokker F-27 Friendship
- Lockheed L-749 Constellation
- Lockheed L-100 Hercules
- Lockheed L-1329 JetStar
- McDonnell Douglas DC-9-83 (MD-83)
- McDonnell Douglas DC-10-10
- Nord 262
- Nord Noratlas
- Sud Aviation Caravelle
- Sud-Est SE.161 Languedoc
- Sud-Ouest S.O.30P Bretagne
- Vickers Viscount

## Zwischenfälle
Von ihrer Gründung 1947 bis Oktober 2017 kam es bei Air Algérie zu 19 Totalverlusten von Flugzeugen. Bei 8 davon kamen 309 Menschen ums Leben. Beispiele:
- Am 12. Dezember 1947 wurde eine Douglas DC-3/C-47A-30-DK der Air Algérie (Luftfahrzeugkennzeichen F-BCYF) am Flughafen Paris-Orly (Frankreich) irreparabel beschädigt. Über Personenschäden ist nichts bekannt.[10]

- Am 8. Januar 1949 brach an einer Douglas DC-3/C-47A-1-DK der Air Algérie (F-BCYO) bei der Landung auf dem Flughafen Lyon-Bron (Frankreich) das rechte Hauptfahrwerk zusammen. Die rechte Tragfläche schlug auf dem Boden auf und der vordere Rumpfteil brach ab. Das Flugzeug wurde zerstört. Alle drei Besatzungsmitglieder, die einzigen Insassen auf dem Frachtflug, überlebten den Unfall.[11]

- Am 30. Oktober 1951 fuhr das rechte Fahrwerk einer Sud-Ouest Bretagne der Air Algérie (F-OAIY) während des Starts am Flughafen Paris-Orly plötzlich ein. Das Flugzeug kam ins Schleudern und fing Feuer. Es wurde zerstört, jedoch überlebten alle 4 Besatzungsmitglieder und 30 Passagiere.[12]

- Am 17. Dezember 1955 wurde eine Lockheed L-749A Constellation der Air Algérie (F-BAZG) bei einem Trainingsflug auf dem Flughafen Algier-Maison Blanche (Algerien) derart hart gelandet, dass das Hauptfahrwerk durch die Tragflächen hindurchgerammt wurde. Das aus den aufgerissenen Tanks auslaufende Flugbenzin entzündete sich; die Maschine ging schnell in Flammen auf und brannte völlig aus. Alle sechs Besatzungsmitglieder, die einzigen Insassen, überlebten den Unfall; nur eines davon wurde verletzt.[13][14]

- Am 19. Mai 1960 kollidierten eine Sud Aviation Caravelle der Air Algérie auf einem Flug von Algier nach Paris und eine Stampe & Vertongen SV-4, wobei 2 Personen starben und die Caravelle schwer beschädigt wurde (siehe auch Flugunfall der Air Algérie bei Paris).

- Am 22. Mai 1963 wurde eine Douglas DC-3/C-47B-5-DK der Air Algérie (F-OAVR) auf dem Flughafen Hassi Messaoud (Algerien) irreparabel beschädigt. Über Personenschäden ist nichts bekannt.[15]

- Am 11. Juni 1965 wurde eine Douglas DC-4/C-54A-15-DC der Air Algérie (7T-VAC) auf dem Flughafen Algier irreparabel beschädigt. Über Personenschäden ist nichts bekannt.[16]

- Am 11. April 1967 verunglückte eine Douglas DC-4 der Air Algérie (7T-VAU) auf dem Weg von Algier zum Flughafen Tamanrasset-Aguenar (Algerien), als sie nahe dem Zielflughafen in einen Berg flog. Von den 39 Insassen starben 35.[17]

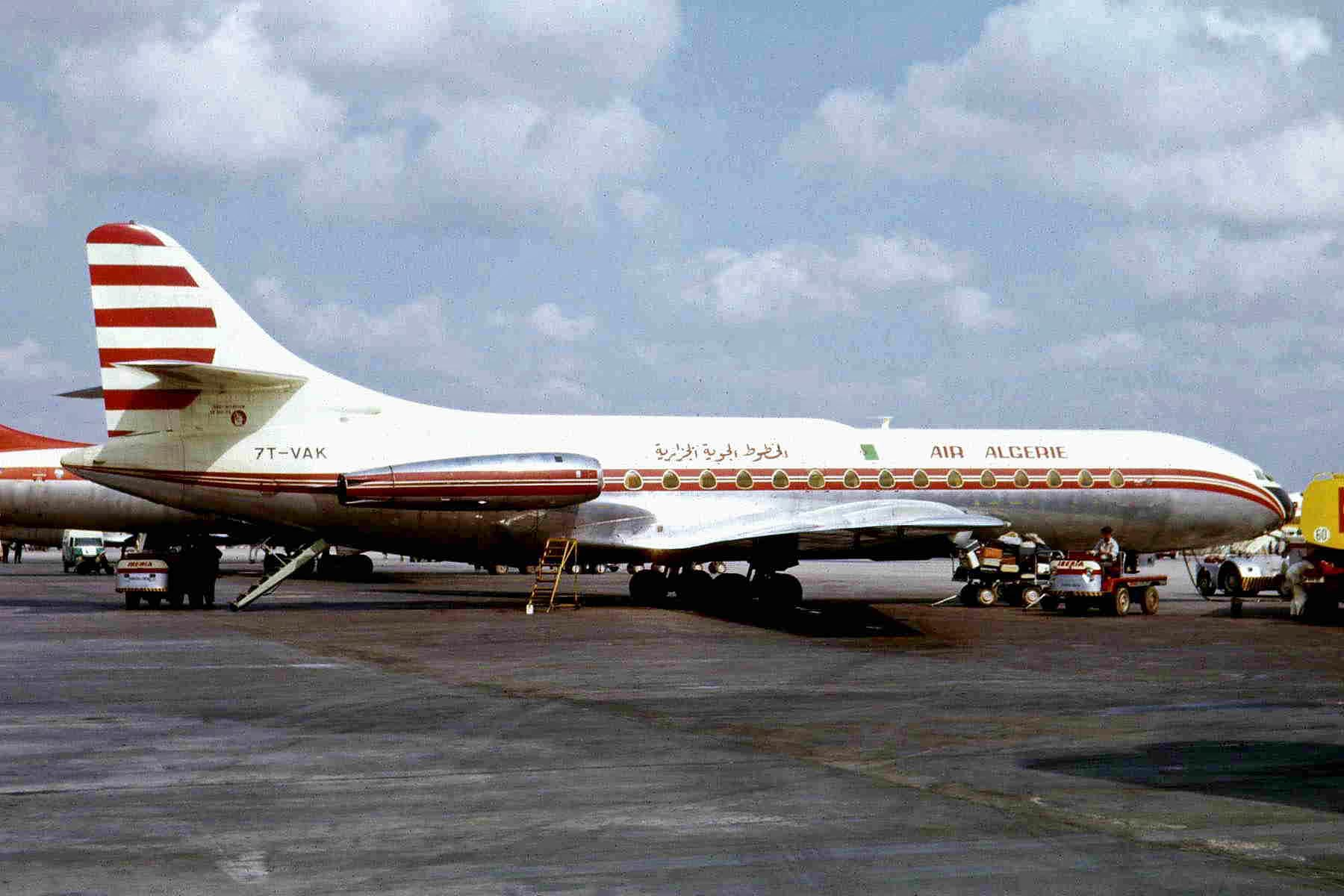
Die 1969 verunglückte Caravelle III der Air Algérie 7T-VAK

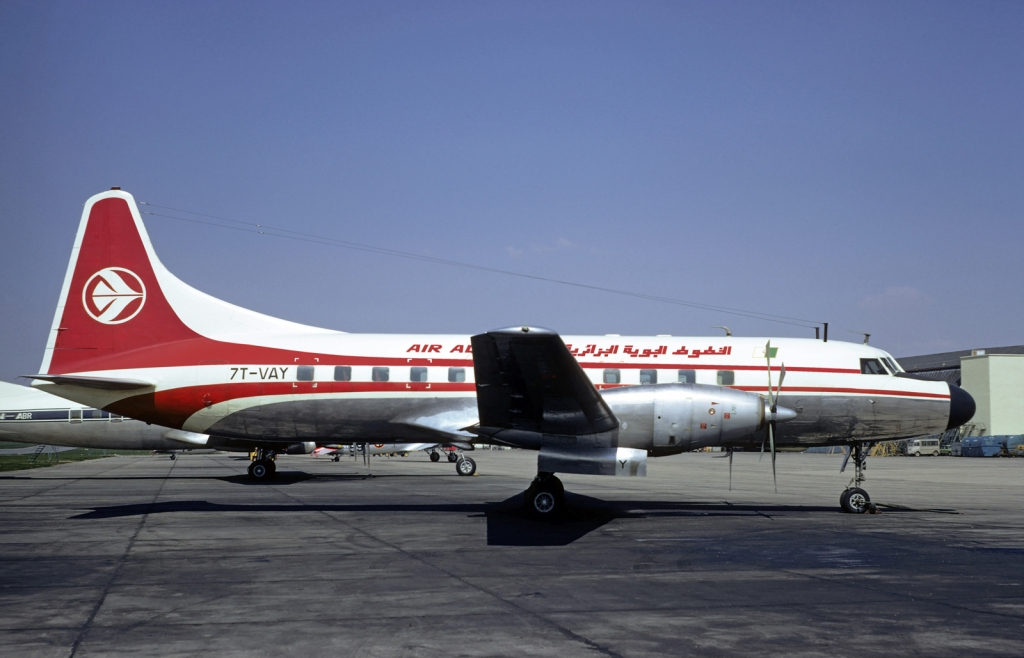
Air Algérie Convair CV-640 (vormals Lufthansa D-ACEX) baugleich mit der im Mai 1976 verunglückten

- Am 26. Juli 1969 brach im Elektroraum einer Sud Aviation Caravelle 6N der Air Algérie (7T-VAK) während eines Charterfluges von Marseille zum Flughafen Hassi Messaoud (Algerien)) ein Feuer aus. Die Piloten versuchten, den Flughafen von Biskra für eine Notlandung zu erreichen. Jedoch stürzte das Flugzeug noch im Anflug bei Ain Naga, 45 Kilometer ostsüdöstlich von Biskra, in Flammen ab. Von den 37 Insassen überlebten je nach Quelle 2, 3 oder 4 der Besatzungsmitglieder. Alle 30 Passagiere sowie 3 (oder 4 bzw. 5) der Besatzungsmitglieder kamen ums Leben (siehe auch Flugunfall der Air Algérie bei Aïn Naga).[18][19]

- Am 23. September 1973 wurde eine Caravelle III der Air Algérie (7T-VAI) bei einem Landeunfall auf dem Flughafen Algier (Algerien) irreparabel beschädigt. Es gab keine Todesopfer.[20]

- Am 2. Mai 1976 wurde eine Convair CV-640 der Air Algérie (7T-VAH) auf dem Flughafen Djanet-Inedbirene (Algerien) irreparabel beschädigt. Nähere Einzelheiten sind nicht bekannt. Personen kamen nicht zu Schaden. Die Maschine war vorher von 1957 bis 1968 als D-ACIB bei Lufthansa geflogen.[21]

- Am 24. Januar 1979 wurde eine Nord 262A-44 der Air Algérie (7T-VSU) im Anflug auf den Flughafen Bechar 15 Kilometer vor dem Ziel in den Boden geflogen. Während die dreiköpfige Besatzung überlebte, wurden 14 der 20 Passagiere getötet.[22]

- Am 1. August 1989 kam es mit einer Lockheed L-100-30 Hercules der Air Algérie (7T-VHK) auf dem Flughafen Tamanrasset-Aguenar (Algerien) zu einer sehr harten Landung, die in einem Ringelpiez endete. Das Flugzeug wurde irreparabel beschädigt. Alle vier Besatzungsmitglieder überlebten.[23]

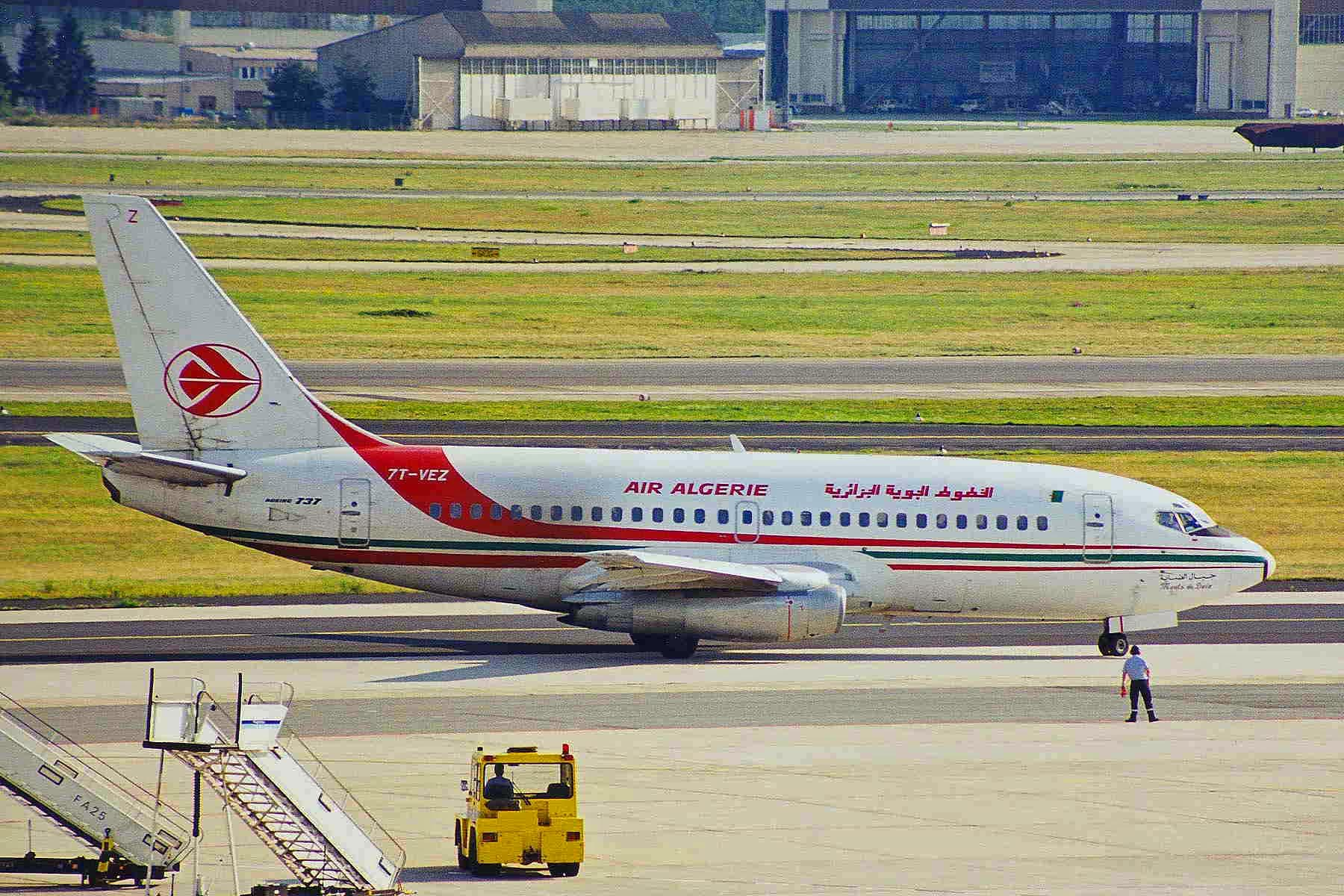
Die im März 2003 verunglückte Boeing 737-2T4 7T-VEZ

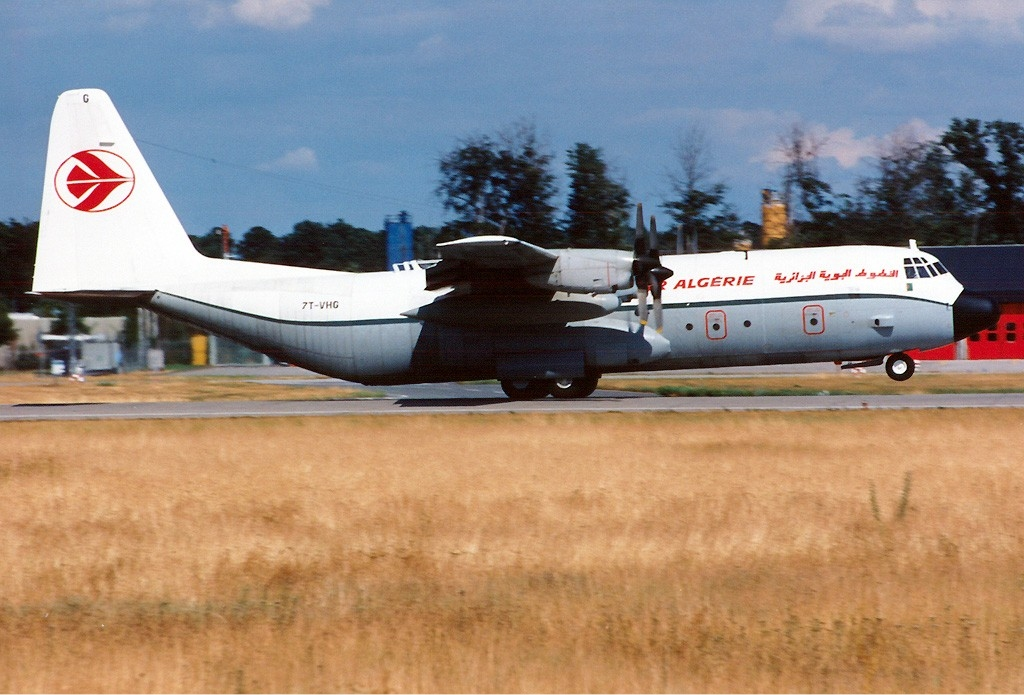
Die im August 2006 verunglückte Lockheed L-100-30 Hercules 7T-VHG

- Am 21. Dezember 1994 stürzte eine Boeing 737-200C mit dem Kennzeichen 7T-VEE auf dem Weg vom Flughafen East Midlands kurz vor der Landung in Coventry ab, wobei alle fünf Besatzungsmitglieder an Bord starben (siehe auch Air-Algérie-Flug 702P).[24]

- Am 6. März 2003 verunglückte eine Boeing 737-200 mit dem Luftfahrzeugkennzeichen 7T-VEZ auf dem Flug von Tamanrasset nach Algier auf Grund eines Triebwerksausfalls kurz nach dem Start. Von den 103 Menschen an Bord überlebte nur ein Passagier den Unfall (siehe auch Air-Algérie-Flug 6289).[25]

- Am 13. August 2006 stürzte eine Lockheed L-100-30 Hercules mit dem Luftfahrzeugkennzeichen 7T-VHG auf dem Weg von Algier nach Frankfurt in der Nähe der italienischen Stadt Piacenza ab, nachdem es im Anschluss an den Ausfall des Autopiloten zum Kontrollverlust gekommen war. Die 3 Besatzungsmitglieder überlebten den Unfall nicht (siehe auch Air-Algérie-Flug 2208).[26]

- Am 24. Juli 2014 stürzte eine von der spanischen Fluggesellschaft Swiftair geleaste McDonnell Douglas MD-83 mit dem Luftfahrzeugkennzeichen EC-LTV auf dem Flug von Ouagadougou nach Algier etwa 70 Kilometer entfernt von der Stadt Gao in Mali ab. Zum Zeitpunkt des Absturzes herrschten schwere Gewitter in der Region. Alle an Bord befindlichen 110 Fluggäste und sechs Besatzungsmitglieder kamen bei dem Absturz ums Leben. (siehe auch Air-Algérie-Flug 5017).[27]